# Посольство України в Іраку
Посольство України в Республіці Ірак — дипломатична місія України в Іраку, знаходиться в місті Багдад.

## Завдання посольства
Основне завдання Посольства України в Багдаді представляти інтереси України, сприяти розвиткові політичних, економічних, культурних, наукових та інших зв'язків, а також захищати права та інтереси громадян і юридичних осіб України, які перебувають на території Іраку.
Посольство сприяє розвиткові міждержавних відносин між Україною і Іраком на всіх рівнях, з метою забезпечення гармонійного розвитку взаємних відносин, а також співробітництва з питань, що становлять взаємний інтерес.

## Історія дипломатичних відносин
Ірак визнав незалежність України 1 січня 1992 року. 16 грудня 1992 року було встановлено дипломатичні відносини між Україною та Іраком. У 2000 році Україна відкрила своє Посольство в Багдаді, яке очолював Тимчасовий Повірений у справах Валентин Новіков.
На церемонії відкриття посольства України в Іраку були присутні перший віце-прем'єр Юрій Єхануров і іракський міністр фінансів Хікмет Мізхаб Ібрагім. Як заявив український віце-прем'єр, «відкриття українського посольства в Багдаді є дуже важливою подією в двосторонніх відносинах України та Іраку». Українське посольство знаходиться в районі Аль-Мансур на заході Багдаду.
У січні 2003 року Посольство України призупинило свою роботу та було евакуйоване до Києва.
На момент початку військових дій в Іраку всі цінні предмети, а також матеріали, що містять державну таємницю, і всі робочі матеріали посольства були вивезені в одну з сусідніх з Іраком країн.
Після того, як війська коаліції зайняли Багдад, будівля українського посольства піддалася розграбуванню жителями бідняцький кварталів міста, як і багато інших іноземних установ, які були залишені без нагляду.
У березні 2004 року було поновлено роботу Посольства України в Іраку, після закінчення бойових дій на території Іраку.

## Керівники дипломатичної місії
1. Новіков Валентин Анатолійович (2000—2004) т.п.
2. Олійник Анатолій Тимофійович (2004—2005) т.п.
3. Дяченко Ігор Олександрович (2006—2007) посол
4. Довганич Іван Іванович (2007—2008) т.п.
5. Недопас Віктор Юрійович (2008—2009) т.п.
6. Толкач Володимир Сергійович (2009—2010) т.п.
7. Маринець Анатолій Петрович (2010—2012) т.п.
8. Маринець Анатолій Петрович (2012—2016) посол
9. Кузаков Олександр Олександрович (2016—2017) т.п.
10. Недопас Віктор Юрійович (2017—2021) посол[5]
11. Довганич Іван Іванович (з 2024) посол